# Karl Zulkowsky
Karl Zulkowsky (* 7. April 1833 in Vítkovice; † 23. Dezember 1907 in Prag) war ein Chemiker.
Er studierte Chemie an der Technischen Universität Wien, wo er dann fünf Jahre Assistent für chemische Technologie war.
1860 bis 1865 war er Direktor eines Stahlwerks. Ab 1869 lehrte er, als Nachfolger von Friedrich Marian, Chemietechnik an der Brünner Technischen Universität und wurde 1870 zum Professor ernannt. 1875 erfand er die Lösliche Stärke nach Zulkowsky. 1887 ging er an die Deutsche Technische Hochschule Prag, wo er bis zu seinem Ruhestand im Juni 1904 die Lehrkanzel für chemische Technologie innehatte.
Im Jahr 1892 wurde er zum Mitglied der Leopoldina gewählt.

## Veröffentlichungen
- Bemerkungen zur Rosanilin- und Rosolsäure-Frage; 1876, doi:10.1002/cber.18760090212
- Ueber einen Apparat zur bequemeren Bestimmung des Stickstoffs; 1876
- Ueber eine jodometrische Bestimmung der Chromsäure; 1868
- Als Filtrirapparat für präparative Arbeiten 1879
- Verhalten der Stärke gegen Glycerin; 1880, doi:10.1007/BF01356597
- Über die chemische Zusammensetzung eines Glimmerschiefers vom Monte Rosa und der Rapilli vom Köhlerberge bei Freudenthal in Schlesien; 1859, (eingeschränkte Vorschau in der Google-Buchsuche)
- Ueber die krystallisirbaren Bestandtheile des Corallins; 1880
- Beitrag zur Prüfung der Fette; 1883
- Über die Constitution des Andalusits und des Disthens doi:10.1007/BF01525996
- Eine Mineralmühle; 1887
- Über das Orceïn; 1890